# Coussapoa angustifolia
Coussapoa angustifolia là loài thực vật có hoa trong họ Tầm ma. Loài này được Aubl. mô tả khoa học đầu tiên năm 1775.